# Martin Cao
Martin Cao, właśc. Cao Hongwei (chiń. upr. 曹宏炜; pinyin Cáo Hóngwěi; |ur. 17 lutego 1993 roku w Changsha) – chiński kierowca wyścigowy.

## Życiorys

### Początki kariery
Cao rozpoczął karierę w międzynarodowych wyścigach samochodowych w 2008 roku od startów w Chińskiej Formule Ford Campus, gdzie w klasyfikacji kategorii Chin sześciokrotnie stawał na podium, w tym pięć razy na jego najwyższym stopniu. Uzbierane 58 punktów dało mu tytuł mistrza w swojej klasie. W tym samym roku wystartował gościnnie w dwóch wyścigach Pacyficznej Formuły BMW, gdzie rok później został sklasyfikowany na dwunastej pozycji.

### Formuła Renault
W sezonie 2008 Chińczyk dołączył do stawki Azjatyckiej Formuły Renault. Nie odniósł żadnego zwycięstwa, jednak siedmiokrotnie plasował się w czołowej trójce. Z dorobkiem 231 punktów uplasował się na trzecim miejscu w końcowej klasyfikacji kierowców. Po roku przerwy, wznowił starty w mistrzostwach w 2010 roku, kiedy pięciokrotnie zwyciężał. Uzbierał łącznie 155 punktów, co zapewniło mu czwartą pozycję w klasyfikacji generalnej. W sezonie 2011 był dwudziesty. 
W 2012 roku kierowca z Chin rozpoczął starty w Europie, w edycji zimowej Brytyjskiej Formuły Renault Protyre BARC. Uzbierane 79 punktów dało mu piąte miejsce w zimowych startach, a w głównych mistrzostwach uplasował się na czternastej pozycji. Starty kontynuował w sezonie 2013, kiedy odniósł zwycięstwo i pięciokrotnie stawał na podium. Dorobek 296 punktów zapewnił mu czwarte miejsce w końcowej klasyfikacji kierowców. W pucharze jesiennym zdobył tytuł wicemistrzowski.

### Formuła 3
Na sezon 2014 Cao podpisał kontrakt z brytyjską ekipą Fortec Motorsports na starty w Brytyjskiej Formule 3. W 21 wyścigach, w których wystartował, szesnastokrotnie stawał na podium oraz odniósł cztery zwycięstwa. Uzbierane 285 punktów pozwoliło mu zdobyć tytuł mistrza serii. Po zakończeniu mistrzostw dołączył do stawki Europejskiej Formuły 3, gdzie wystartował podczas włoskiej rundy z ekipą Fortec Motorsports. Nie zdobywał punktów. W klasyfikacji generalnej uplasował się na 32 miejscu.

## Wyniki

### Podsumowanie
| Sezon | Seria                                               | Zespół                | Wyścigi | Zwycięstwa | PP | NO | Podium | Punkty | Pozycja |
| ----- | --------------------------------------------------- | --------------------- | ------- | ---------- | -- | -- | ------ | ------ | ------- |
| 2008  | Chińska Formuła Ford Campus - Kategoria Chin        | Baleno Team           | 8       | 5          | 2  | 4  | 6      | 58     | 1       |
| 2008  | Azjatycka Formuła Renault Challenge                 | Pekka Saarinen Racing | 13      | 0          | 0  | 0  | 7      | 231    | 3       |
| 2008  | Pacyficzna Formuła BMW                              | Pacific Racing        | 2       | 0          | 0  | 0  | 0      | N/A    | NS†     |
| 2009  | Pacyficzna Formuła BMW                              | Ao's Racing Team      | 9       | 0          | 0  | 0  | 0      | 19     | 12      |
| 2010  | Azjatycka Formuła Renault Challenge                 | FRD Racing Team       | 6       | 5          | 1  | 3  | 6      | 155    | 4       |
| 2011  | Azjatycka Formuła Renault Challenge                 | FRD Racing Team       | 2       | 0          | 1  | 0  | 1      |        | 20      |
| 2012  | Brytyjska Formuła Renault BARC                      | Fortec Motorsports    | 13      | 0          | 0  | 0  | 0      | 100    | 14      |
| 2012  | Brytyjska Formuła Renault BARC (edycja zimowa)      | Fortec Motorsports    | 4       | 0          | 0  | 0  | 1      | 79     | 5       |
| 2013  | Brytyjska Formuła Renault Protyre                   | Fortec Motorsports    | 16      | 1          | 1  | 0  | 5      | 296    | 4       |
| 2013  | Brytyjska Formuła Renault Protyre (Puchar jesienny) | Fortec Motorsports    | 3       | 1          | 0  | 0  | 2      | 79     | 2       |
| 2014  | Brytyjska Formuła 3                                 | Fortec Motorsports    | 21      | 4          | 9  | 4  | 11     | 285    | 1       |
| 2014  | Zandvoort Masters                                   | Fortec Motorsports    | 1       | 0          | 0  | 0  | 0      | N/A    | 6       |
| 2014  | Europejska Formuła 3                                | Fortec Motorsports    | 3       | 0          | 0  | 0  | 0      | 0      | 32      |
| 2014  | Grand Prix Makau                                    | Fortec Motorsports    | 1       | 0          | 0  | 0  | 0      | N/A    | NS      |
| 2015  | Europejska Formuła 3                                | Fortec Motorsport     | 5       | 0          | 0  | 0  | 0      | 0      | 30      |
| 2015  | Grand Prix Makau                                    | Fortec Motorsport     | 1       | 0          | 0  | 0  | 0      | N/A    | 17      |
| 2016  | TCR International Series                            | FRD Racing Team       | 2       | 0          | 0  | 0  | 0      | 0      | NS      |

† – Cao nie był zaliczany do klasyfikacji.